# Večstopenjski test telesne pripravljenosti
Beep test ali Večnivojski test telesne pripravljenosti (MSFT), znan tudi kot beep test, bleep test, PACER test (progresivni aerobni kardiovaskularni vzdržljivostni tek) ali test teka na 20 metrov, je tekaški test, ki se uporablja za oceno aerobne zmogljivosti športnika (VO max 2).
Preizkušanci tečejo razdaljo 20 metrov (najprej v eno strano, nato v drugo in tako naprej). Teki morajo biti pretečeni ob zvočnem signalu.  Vsako minuto se začne naslednja stopnja: čas med piski se skrajša; preizkušanci morajo teči hitreje. Če preizkušanec ne doseže ustrezne oznake pravočasno, je opozorjen. Ob drugem opominu zaključi test. Število opravljenih dolžin se zabeleži kot rezultat tega preizkušanca. Rezultat se zabeleži v Raven.Število dolžin formatu (npr. 9,5). Največje število dolžin na beep testu je 247,  kar je dosegel nekdanji učenec srednje šole Dennis Mejia,  edina oseba, ki je kdaj dosegla tako raven.
Test uporabljajo športne organizacije, šole, vojske idr. po vsem svetu, ki jih zanima merjenje kardiovaskularne vzdržljivosti. Večnivojski test telesne pripravljenosti je tudi del večine zdravstvenih testnih baterij za otroke in mladostnike, kot so Eurofit,  Alpha-fit,  FitnessGram   in ASSOFTB. 
Večnivojski test telesne pripravljenosti je prvi opisal Luc Léger  z izvirnim 1-minutnim protokolom, ki se začne pri hitrosti 8,5 km/h in se vskao minuto povečuje za 0,5 km/h. Razvite so bile tudi druge različice testa, kjer se protokol začne pri hitrosti 8,0 km/h in z 1- ali 2-minutnimi deli, vendar je kljub temu priporočljiv originalni protokol.  Zdi se, da test spodbuja maksimalno prizadevanje otrok. Poleg tega je napoved aerobne zmogljivosti v testu natančna za večino posameznikov, vključno s tistimi s prekomerno telesno težo ali debelostjo. 

## Postopek
Pred začetkom preizkusa se preizkušanci postavijo v vrsto pri oznaki 0 m, obrnjeni proti oznaki 20 m. Po odštevanju dvojni pisk ali glasovni znak signalizira začetek.
1. Tekači začnejo teči proti oznaki 20 m.
2. Ob ali pred naslednjim piskom morajo tekači doseči oznako 20 m. Sprejemljivo je dotikanje z eno nogo.
3. Ob istem pisku ali po njem, vendar ne prej, začnejo tekači teči nazaj do oznake 0 m.
4. Ob ali pred naslednjim piskom morajo tekači doseči oznako 0 m.
5. Ob istem pisku ali po, vendar ne prej, tekači začnejo naslednji krog (tj. nazaj na 1. korak).

Vsako minuto se raven spremeni. To je običajno signalizirano z dvojnim piskom ali po možnosti z glasovnim znakom. Zahtevana hitrost pri novi ravni bo 0,5 km/h hitrejša.
Opombe: Razdalja med oznakama "štart" in "obrni se" je običajno 20 m; lahko pa se preizkus izvede tudi na 15-metrski progi. Časi dokončanja dolžine se sorazmerno spremenijo. 
Leger je določil 1-minutni protokol: to pomeni, da naj bi vsaka raven trajala približno 1 minuto. Ker pa spremembe hitrosti med dolžinami povzročijo zmedo, je algoritem za spremembo ravni naslednji: "naslednja raven se začne po zaključku trenutne dolžine, ko je absolutna razlika med časom, porabljenim na ravni in 60 sekundami, najmanjša. ". 

### Točkovanje
Tekač, ki ne uspe pravočasno doseči ustrezne oznake, je opozorjen; če želijo nadaljevati, se morajo dotakniti oznake, preden nadaljujejo s tekom. Dva zaporedna neuspeha prekineta njihov preizkus. Njihova zadnja zaključena dolžina je označena kot njihov rezultat.
Točkovanje se običajno izvede z uporabo terminologije "Raven.Število dolžin"; na primer 10.2, kar pomeni "opravljene 2 dolžini na ravni 10".

## Ocena VO2 max
VO 2 max ali relativna poraba kisikav milimetrih na minuto na kilogram telesne mase (ml/kg/min) velja za odličen približek aerobne pripravljenosti.  Izvedeni so bili preizkusi korelacije rezultatov MSFT z VO 2 max. Upoštevajte, da ima taka ocena kar nekaj težav, saj so rezultati testov, čeprav so precej odvisni od VO 2 max, odvisni tudi od učinkovitosti teka, poznavanja testa, anaerobne zmogljivosti, osebne zagnanosti, temperature okolja, tekaške opreme (tla, čevlji) in drugih dejavnikov.
V članeku Flourisa et al. (2005) so ugotovili naslednje:
{\displaystyle VO_{2}\max =({\text{maksimalna hitrost}}_{{\text{v}}\ {\text{km/h}}}\times 6.55-35.8)} 
Prejšnji članek Ramsbottoma et al. (1988) je predlagal naslednje:
{\displaystyle VO_{2}\max =14.4+({\text{Raven}}\times 3.48)} 

## Različice
Luc Léger je začetnik večravenskega testa telesne pripravljenosti in ga ni nikoli patentiral. Posledično so lahko organizacije po vsem svetu v test vključile drugačne različice. Najpogostejše   različice so:

### Prva raven pri 8,0 km/h
Légerjev test zahteva, da se prva raven izvaja pri 8,5 km/h. Nekatere organizacije zahtevajo, da se izvaja pri 8.0 km/h. Upoštevajte, da se druga raven vedno  izvaja pri 9.0 km/h. Prav tako se hitrosti na naslednjih ravneh vedno povečajo za 0,5 km/h. Vpliv te variacije je nepomembna, saj rezultati skoraj vseh tekačev zlahka presežejo prvo raven.

### Čas, porabljen na vsaki ravni
Vse različice testa ocenjujejo spremembo ravni šele po zaključku pretečene dolžine. Algoritem Légerjevega testa zahteva, da vsaka raven traja približno 60 sekund. To pomeni, da se naslednja raven začne, ko je absolutna razlika 'med časom porabljenim na ravni' in '60 sekundami' najmanjša. Preprosto povedano, nekatere ravni lahko trajajo manj kot 60 sekund, druge nekaj več kot 60 sekund, nenavadno pa točno 60 sekund. Po drugi strani pa nekaj različic testov, ki niso po Léger-u, sprožijo spremembo ravni šele, ko čas, porabljen na ravni, prvič preseže 60 sekund. Posledica te različice je ena dodatna dolžina na nekaterih ravneh.
V praksi bo, ker bo sprememba hitrosti na novi ravni (namesto dodatne dolžine), najverjetneje sprožila "napako". Ta variacija nima pomembnega vpliva na doseganje rezultata posameznika. 

### Točkovanje se začne od nič
Točkovanje Légerjevega testa se začne z 1. To pomeni, da je preizkušanec ob koncu prve dolžine dosegel rezultat 1.1. Ena različica tega testa ima točkovanje, ki se začne od 0; na koncu prvega kroga je preizkušanec dosegel rezultat 0.1. Vpliv te različice je izključno administrativni: preprosto dodajte ali odštejte 1 raven za pretvorbo rezultatov.

## Svetovni rekord

### Sodelovanje
Guinnessov svetovni rekord za največji skupinski beep test je v lasti Army Foundation College v Harrogateu v Severnem Yorkshiru ; Udeležilo se ga je 941 ljudi.